# Belén (Trujillo)
Belén es un núcleo urbano del municipio de Trujillo, en la provincia de Cáceres, Comunidad Autónoma de Extremadura (España). Se encuentra a unos 2,5 km de la cabeza del municipio por el nordeste, en pleno berrocal. 
Posee una calle principal proveniente de la carretera que le comunica con Trujillo (que sale de la N-V) y que vertebra al arrabal al nacer en ella la mayoría de las calles. Dicha vía cruza Belén para continuar en la carretera comarcal que llega hasta la CC-23.3 en un tramo intermedio entre Torrecillas de la Tiesa y Aldeacentenera.

## Toponimia
Belén recibe el nombre por el templo cristiano de Nuestra Señora de Belén que allí se encuentra. Antiguamente se llamó Papalbas. 

## Patrimonio
Iglesia parroquial católica bajo la advocación de  Nuestra Señora de Belén, en la Archidiócesis de Mérida-Badajoz, Diócesis de Plasencia, Arciprestazgo de Trujillo.